# Heterospilus wuyiensis
Heterospilus wuyiensis är en stekelart som beskrevs av Chen och Shi 2004. Heterospilus wuyiensis ingår i släktet Heterospilus och familjen bracksteklar. Inga underarter finns listade i Catalogue of Life.